# Discographie de Ratt
Cet article présente la discographie du groupe américain Ratt.

## Albums studio
| Année | Album                    | Charts    | Charts    | Label              | Certifications RIAA |
| Année | Album                    | US charts | UK charts | Label              | Certifications RIAA |
| ----- | ------------------------ | --------- | --------- | ------------------ | ------------------- |
| 1984  | Out of the Cellar        | 7         | -         | Atlantic Records   | 3x Platine          |
| 1985  | Invasion of Your Privacy | 7         | 50        | Atlantic Records   | 2x Platine          |
| 1986  | Dancing Undercover       | 26        | 51        | Atlantic Records   | Platine             |
| 1988  | Reach For the Sky        | 17        | 82        | Atlantic Records   | Platine             |
| 1990  | Detonator                | 23        | 55        | Atlantic Records   | Or                  |
| 1999  | Ratt                     | -         | -         | Portrait Records   | -                   |
| 2010  | Infestation              | -         | -         | Roadrunner Records | -                   |

## Compilations
| Année | Album                                 | Label            | Certifications RIAA |
| ----- | ------------------------------------- | ---------------- | ------------------- |
| 1991  | Ratt and Roll 81-91                   | Atlantic Records | Or                  |
| 1997  | Collage                               | D-Rock           | -                   |
| 2002  | The Essentials                        | Atlantic Records | -                   |
| 2007  | Tell the World: The Very Best of Ratt | Rhino Records    | -                   |

## Singles
| Année | Titre                         | Chart             | Chart          | Chart              | Chart | Album                          |
| Année | Titre                         | Billboard Hot 100 | US Modern Rock | US Mainstream Rock | UK    | Album                          |
| 1983  | Walkin' the Dog               | -                 | -              | -                  | -     | Ratt EP                        |
| 1983  | You Think You're Tough        | -                 | -              | -                  | -     | Ratt EP                        |
| 1984  | Round and Round               | 12                | -              | -                  | -     | Out of the Cellar              |
| 1984  | Lack of Communication         | -                 | -              | -                  | -     | Out of the Cellar              |
| 1984  | Wanted Man                    | 87                | -              | 38                 | -     | Out of the Cellar              |
| 1985  | Lay It Down                   | 40                | -              | 11                 | -     | Invasion of Your Privacy       |
| 1985  | You're in Love'               | 89                | -              | 34                 | -     | Invasion of Your Privacy       |
| 1985  | What You Give Is What You Get | -                 | -              | -                  | -     | Invasion of Your Privacy       |
| 1986  | Dance                         | 59                | -              | 36                 | -     | Dancing Undercover             |
| 1986  | Slip of the Lip               | -                 | -              | -                  | -     | Dancing Undercover             |
| 1986  | Body Talk                     | -                 | -              | -                  | -     | Dancing Undercover             |
| 1988  | I Want a Woman                | -                 | -              | -                  | -     | Reach for the Sky              |
| 1989  | Way Cool Jr.                  | 75                | -              | 16                 | -     | Reach for the Sky              |
| 1990  | Shame Shame Shame             | -                 | -              | -                  | -     | Detonator                      |
| 1990  | Lovin' You's A Dirty Job      | -                 | -              | 18                 | -     | Detonator                      |
| 1991  | Givin' Yourself Away          | -                 | -              | 39                 | -     | Detonator                      |
| 1991  | Nobody Rides for Free         | -                 | -              | -                  | -     | Bande originale de Point Break |
| 1997  | Hold Tight                    | -                 | -              | -                  | -     | Collage                        |
| 1999  | Over the Edge                 | -                 | -              | 36                 | -     | Ratt                           |
| 1999  | Live for Today                | -                 | -              | -                  | -     | Ratt                           |